# Brachytome
Brachytome là một chi thực vật có hoa trong họ Thiến thảo (Rubiaceae).

## Loài
Chi Brachytome gồm các loài: